# Euxoa xanthophila
Euxoa xanthophila là một loài bướm đêm trong họ Noctuidae.